# سن کستانتینو کالابرو
سن کستانتینو کالابرو (به ایتالیایی: San Costantino Calabro) یک کومونه در ایتالیا است که در استان ویبو والنتیا واقع شده‌است.

## خصوصیات
سن کستانتینو کالابرو ۷٫۰ کیلومترمربع مساحت و ۲٬۳۲۰ نفر جمعیت دارد و ۴۵۴ متر بالاتر از سطح دریا واقع شده‌است.